# Miara Haara
Miara Haara – niezmiennicza ze względu na działanie grupowe miara określona na lokalnie zwartej grupie topologicznej. Konsekwencją istnienia miary Haara na grupie lokalnie zwartej jest istnienie całki. Z tego względu ma liczne zastosowania w analizie i teorii liczb.
Miara Haara nazwana została na cześć Alfreda Haara, węgierskiego matematyka, który jako pierwszy podał jej konstrukcję około roku 1932.

## Wprowadzenie
Niech G będzie lokalnie zwartą grupą topologiczną, a B niech oznacza σ-ciało generowane przez zwarte podzbiory G. W dalszym ciągu B nazywać będziemy σ-ciałem borelowskim, a zbiory z B – zbiorami borelowskimi (patrz uwaga na końcu tej sekcji).
Dla dowolnego elementu {\displaystyle a\in G} i zbioru {\displaystyle S\subset G} niech {\displaystyle aS=\{a\cdot s:s\in S\}} oznacza jego przesunięcie lewostronne o a, zaś {\displaystyle Sa=\{s\cdot a:s\in S\}} przesunięcie prawostronne.
Z własności działań w grupie topologicznej wynika, że oba rodzaje przesunięć przekształcają dowolny zbiór borelowski w zbiór borelowski.
Miara μ na rodzinie zbiorów borelowskich grupy {\displaystyle G} nazywa się lewostronnie niezmiennicza jeśli dla dowolnego zbioru borelowskiego {\displaystyle S\subset G} zachodzi warunek:
{\displaystyle \mu (aS)=\mu (S).}
Analogicznie definiuje się pojęcie miary prawostronnie niezmienniczej.
Miarę μ na grupie topologicznej nazwiemy regularną jeżeli spełnia poniższe warunki:
- μ(K) jest skończona dla dowolnego zbioru zwartego K,
- dowolny zbiór borelowski E jest zewnętrznie regularny:

{\displaystyle \mu (E)=\inf\{\mu (U):E\subseteq U,U{\mbox{ otwarty i borelowski}}\}.}
- dowolny zbiór borelowski E jest wewnętrznie regularny:

{\displaystyle \mu (E)=\sup\{\mu (K):K\subseteq E,K{\mbox{ zwarty }}\}.}
Należy pamiętać, że użyte tu pojęcie zbioru borelowskiego nie jest tożsame ze standardowym rozumieniem tego pojęcia. W patologicznych przypadkach istnieją zbiory otwarte, które nie są borelowskie (w przyjmowanym tu sensie) i dlatego zewnętrzna regularność miary definiowana jest explicite poprzez jej infimum na zbiorach otwartych i borelowskich. Jeżeli dana grupa jest lokalnie zwarta, metryzowalna i ośrodkowa, sygnalizowane tu patologie nie mają miejsca. (W lokalnie zwartych przestrzeniach Lindelöfa, zbiory domknięte są przeliczalnymi sumami zbiorów zwartych, więc {\displaystyle \sigma }-ciało generowane przez zbiory otwarte jest tym samym co {\displaystyle \sigma }-ciało generowane przez zbiory zwarte.)

## Istnienie lewostronnie niezmienniczej miary Haara
Okazuje się, że z dokładnością do stałego czynnika, istnieje tylko jedna lewostronnie niezmiennicza regularna miara μ na σ-ciele zbiorów borelowskich w G taka, że μ(U) > 0 dla dowolnego niepustego otwartego zbioru borelowskiego U.

## Prawostronnie niezmiennicza miara Haara
Analogiczny fakt dotyczy prawostronnie niezmienniczej miary Haara ν. Niestety, obie miary na ogół nie pokrywają się, choć ma to miejsce w przypadku tak zwanych grup unimodularnych (w szczególności zaś abelowych).
Tym niemniej istnieje prosta zależność między miarami μ i ν – jeżeli przez {\displaystyle S^{-1}} oznaczyć zbiór odwrotności wszystkich elementów należących do zbioru S i określić
{\displaystyle \mu _{-1}(S)=\mu (S^{-1})}
to {\displaystyle \mu _{-1}} jest prawostronnie niezmienniczą miarą Haara:
{\displaystyle \mu _{-1}(Sa)=\mu ((Sa)^{-1})=\mu (a^{-1}S^{-1})=\mu (S^{-1})=\mu _{-1}(S).}
Stąd, na mocy jednoznaczności: μ−1 różni się od ν jedynie czynnikiem, a zatem istnieje k > 0 takie, że:
{\displaystyle \mu (S^{-1})=k\nu (S)}
dla dowolnego zbioru borelowskiego S.

## Całka Haara
W oparciu o miarę Haara w standardowy sposób konstruuje się całkę Lebesgue’a na klasie wszystkich funkcji mierzalnych względem σ-ciała zbiorów borelowskich. Całka ta nosi nazwę całki Haara. Jeżeli μ jest lewostronnie niezmienniczą miarą Haara, to
{\displaystyle \int \limits _{G}f(sx)\ d\mu (x)=\int \limits _{G}f(x)\ d\mu (x)}
dla dowolnej funkcji całkowalnej f. Oznacza to, że całka Haara jest niezmiennicza względem translacji (lewostronnych) na grupie G.

## Zastosowania
Miary Haara są standardowym narzędziem analizy harmonicznej na grupach lokalnie zwartych, gdzie są wykorzystywane w teorii dualności. Samego istnienia miary Haara dowodzi się często wykazując istnienie lewostronnie niezmienniczej miary Radona na grupie lokalnie zwartej. Okazuje się też, że jeśli dana grupa nie jest dyskretna, to przy założeniu aksjomatu wyboru nie da się określić niezmienniczej ze względu na translacje miary określonej na wszystkich podzbiorach grupy.

## Przykłady
- Jak można się spodziewać, miara Haara na grupie liczb rzeczywistych (R, +), która na odcinku [0,1] przyjmuje wartość 1 jest równa odpowiedniemu obcięciu miary Lebesgue’a do σ-ciała zbiorów borelowskich R. Rezultat ten uogólnia się również na grupy (Rn, +).
- Jeżeli G oznacza grupę liczb rzeczywistych dodatnich z mnożeniem jako działaniem grupowym, to odpowiednia miara Haara μ określona jest równością

{\displaystyle \mu (S)=\int \limits _{S}{\frac {1}{t}}\,dt}
dla dowolnego borelowskiego podzbioru zbioru liczb rzeczywistych dodatnich.
Wynik ten ma następujące uogólnienie:
- W ogólnej grupie liniowej GL(n,R), obie jednostronnie niezmiennicze miary Haara są proporcjonalne i

{\displaystyle \mu (S)=\int \limits _{S}{\frac {1}{|\det(X)|^{n}}}\,dX}
gdzie dX oznacza miarę Lebesgue’a na R{\displaystyle n^{2}}, utożsamionym ze zbiorem wszystkich macierzy kwadratowych wymiaru n. Fakt ten jest konsekwencją wzoru na całkowanie przez podstawienie.
- Ogólnie, na dowolnej grupie Liego wymiaru n lewostronnie niezmiennicza miara Haara może być stowarzyszona z pewną niezerową n-formą ω jako miarą Lebesgue’a |ω|. Podobny związek zachodzi dla dowolnej prawostronnie niezmienniczej miary Haara. Wynika stąd, że funkcję modularną można obliczać jako wartość bezwzględną wyznacznika dołączonej reprezentacji tej grupy.

## Funkcja modularna
Przesunięcie prawostronnie niezmienniczej miary Haara w „lewo” znów jest miarą Haara. Dokładniej, jeżeli μ jest prawostronnie niezmienniczą miarą Haara, wówczas funkcja:
{\displaystyle A\mapsto \mu (t^{-1}A)}
jest również prawostronnie niezmiennicza. Wynika stąd, że istnieje jednoznacznie określona funkcja Δ zwana funkcją modularną o tej własności, że dla dowolnego zbioru borelowskiego A
{\displaystyle \mu (t^{-1}A)=\Delta (t)\mu (A).}
Grupę G nazywamy unimodularną wtedy i tylko wtedy, gdy jej funkcja modularna jest tożsamościowo równa 1. Przykładami są tu ważne dla zastosowań grupy zwarte i abelowe, natomiast przykładem grupy, która nie jest unimodularna jest grupa wszystkich przekształceń prostej liczbowej, które mają postać:
{\displaystyle x\mapsto ax+b.}